# Wolodymyr Jaworiwskyj

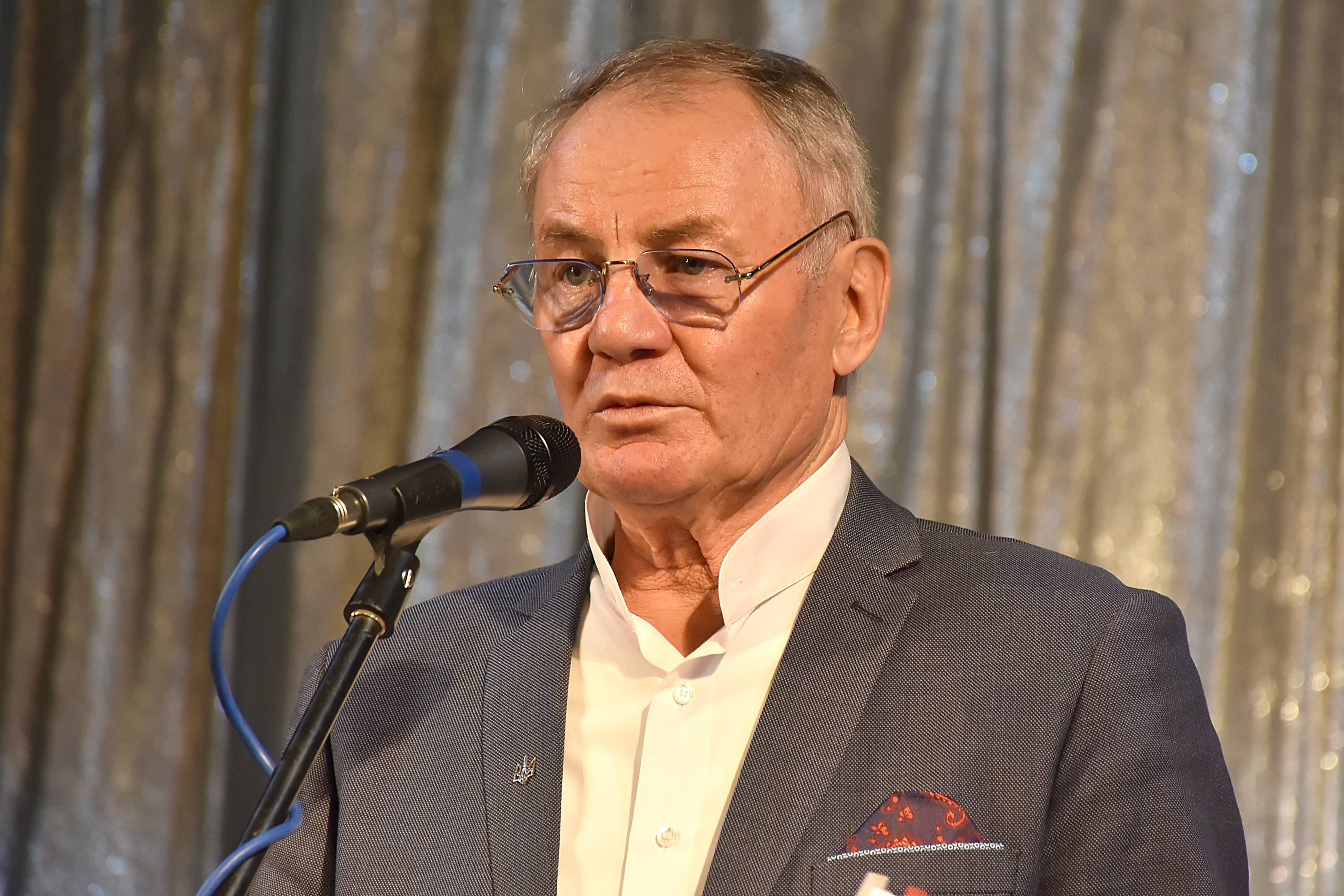
Wolodymyr Jaworiwskyj 2019

Wolodymyr Oleksandrowytsch Jaworiwskyj (* 11. Oktober 1942 in Tekliwka, Königreich Rumänien (heute zur Oblast Winnyzja, Ukraine); † 17. April 2021) war ein ukrainischer Schriftsteller und Politiker (Allukrainische Vereinigung „Vaterland“).

## Leben
Wolodymyr Jaworiwskyj kam 1942 im damals rumänischen Dorf Tekliwka bei Kryschopil zur Welt und studierte bis 1964 Lehramt für Ukrainisch und Literatur an der Universität Odessa.
Anschließend arbeitete er beim Radio und Fernsehen sowie bei den Zeitungen Запорізька правда (deutsch „Saporischschja Wahrheit“), Ленінська молодь („Lenin Jugend“), Літературна Україна („Literarische Ukraine“) und der Zeitschrift Вітчизна („Heimat“).
1984 wurde Jaworiwskyj für sein Buch Das ewige Kortelissy (1981), in dem er das durch Einheiten der Wehrmacht verübte Massaker in dem wolhynischen Dorf Kortelissy im Zweiten Weltkrieg thematisierte, mit dem Taras-Schewtschenko-Preis geehrt.
Von 1989 bis 1991 war er Delegierter des Volksdeputiertenkongresses der Sowjetunion.
Von 1996 bis 1999 leitete er den Ausschuss für den Taras-Schewtschenko-Preis, den Nationalpreis der Ukraine, und war im Anschluss zwei weitere Jahre dessen Mitglied. Außerdem war er Vorsitzender des Ausschusses der Werchowna Rada über die Nuklearkatastrophe von Tschernobyl.
Von 2001 bis 2011 war Jaworiwskyj Vorsitzender des ukrainischen Schriftstellerverbandes. Als Mitglied der Partei „Vaterland“ war er von Mai 2002 bis November 2014 Abgeordneter der Werchowna Rada und seit dem 26. Dezember 2007 deren Ausschussvorsitzender für Kultur und Geistigkeit.

## Privates
Jaworiwskyj lebte mit seiner Frau Halyna (Galina; * 1946), die Künstlerin an der Nationalen Philharmonie der Ukraine ist, in Kiew. Sie bekamen zwei Kinder, einen 1964 geborenen Sohn und eine 1978 geborene Tochter. Jaworiwskyj starb im April 2021 im Alter von 78 Jahren.

## Werke
Einige seiner Bücher wurden auch ins Deutsche übersetzt:
- Das ewige Kortelissy, Verlag Molod, Kiew 1981
- Selbstbildnis, Verlag Dnipro, Kiew 1986
- Maria mit der Wermutspflanze – Roman um die Havarie von Tschernobyl, Verlag der Nation, Berlin 1989

Weitere Werke (Auswahl):
- Нашу націю кілька століть перевертали з ніг на голову, тому серед нас так багато перевертнів.
- Я постаршав ще на одну істину.
- Душа прагне зрозуміти, чому їй дісталося саме це тіло.
- Ми мусили співати, щоб вороги не чули, як стогне і плаче решта нашого народу.
- Українська гласність: гомоніть, гомоніть собі, воно мені не заважає.
- Слава не лише Україні! Слава тим, хто не зневірився в її майбутньому!
- Сьогоднішня Україна: крик душі і мовчання розуму.
- Коли б коса на камінь не натрапила, камінь завжди готовий до цього.
- Лише перед в’язнем тюремник почуває себе вільним.
- Пішли в народ, повернемося після смерті.
- “Камо грядеші?” Та не панікуйте, ми нікуди не йдемо. Чекаємо манни небесної.
- Тіньова економіка в Україні обслуговується тіньовою політикою серед білого дня.
- Сама свобода нікому нічого не дає. Це лише стан душі людини, який дає можливість домогтися навіть неможливого.
- За такого півня деякі непоказні курочки готові нести писанки.
- Жити-то можна, але проблема в тому, щоб вчасно померти.
- Ми вже не раз відроджувалися. Щоб катам було видніше, кого відстрілювати насамперед.
- Хрести на могилах – як знаки додавання між минулим і майбутнім.

## Ehrungen
- 1984 Taras-Schewtschenko-Preis[3]
- 2005 Ukrainischer Verdienstorden dritter Klasse[3]